# Pierre-Victor Galland
Pierre-Victor Galland (født 15. juli 1822, død 3. december 1892) var en fransk maler.
Galland kom 1840 på École des Beaux-Arts, kastede sig over det dekorative maleri og blev i dette fag en af sit lands betydeligste kunstnere. Af hans mange dekorative foretagender kan fremhæves: Sankt Dionysius' prædiken i Pantheon, loftet i Sorbonnes amfiteater med fremstilling af universitetet, videnskaberne etc., Arbejdets triumf (i 26 fremstillinger) i Paris' Hôtel de Ville. Han virkede også som billedhugger og arkitekt.